# Werner Kühn
Werner Kühn (ur. 1923, zm. ?) – niemiecki zbrodniarz wojenny, członek załogi obozu koncentracyjnego Mauthausen-Gusen i SS-Rottenführer.
Z zawodu ślusarz. Strażnik w podobozie KL Mauthausen – Steyr od września 1944 do 2 kwietnia 1945. Znęcał się nad więźniami narodowości polskiej i rosyjskiej. Kühn został osądzony w trzecim procesie załogi Mauthausen-Gusen przed amerykańskim Trybunałem Wojskowym w Dachau. Wymierzono mu karę dożywotniego pozbawienia wolności, którą jednak zamieniono na 3 lata pozbawienia wolności.